# العلاقات البنمية النيبالية
العلاقات البنمية النيبالية هي العلاقات الثنائية التي تجمع بين بنما ونيبال.

## مقارنة بين البلدين
هذه مقارنة عامة ومرجعية للدولتين:
| وجه المقارنة                                              | بنما                      | نيبال                             |
| --------------------------------------------------------- | ------------------------- | --------------------------------- |
| المساحة (كم2)                                             | 74.18 ألف                 | 147.18 ألف                        |
| عدد السكان (نسمة)                                         | 4.10 مليون                | 29.40 مليون                       |
| الكثافة السكانية (ن./كم²)                                 | 55.27                     | 199.76                            |
| العاصمة                                                   | بنما                      | كاتماندو                          |
| اللغة الرسمية                                             | اللغة الإسبانية           | اللغة النيبالية                   |
| العملة                                                    | بالبوا بنمي، دولار أمريكي | روبية نيبالية                     |
| الناتج المحلي الإجمالي (بليون دولار)                      | 61.84 مليار               | 24.47 مليار                       |
| الناتج المحلي الإجمالي (تعادل القوة الشرائية) بليون دولار | 87.37 مليار               | 70.20 مليار                       |
| الناتج المحلي الإجمالي الاسمي للفرد دولار أمريكي          | 13.27 ألف                 | 743                               |
| الناتج المحلي الإجمالي للفرد دولار أمريكي                 | 20.89 ألف                 | 2.37 ألف                          |
| مؤشر التنمية البشرية                                      | 0.780                     | 0.548                             |
| رمز المكالمات الدولي                                      | +507                      | +977                              |
| رمز الإنترنت                                              | .pa                       | .np                               |
| المنطقة الزمنية                                           | 00                        | UTC+05:45، التوقيت الموحد لنيبال ‏ |

## منظمات دولية مشتركة
يشترك البلدان في عضوية مجموعة من المنظمات الدولية، منها:
| علم المنظمة | اسم المنظمة                               | تاريخ انضمام بنما | تاريخ انضمام نيبال |
| ----------- | ----------------------------------------- | ----------------- | ------------------ |
|             | مؤسسة التنمية الدولية                     | 1 سبتمبر 1961     | 6 مارس 1963        |
|             | منظمة التجارة العالمية                    | ?                 | ?                  |
|             | مؤسسة التمويل الدولية                     | 20 يوليو 1956     | 7 يناير 1966       |
|             | منظمة حظر الأسلحة الكيميائية              | ?                 | ?                  |
|             | الأمم المتحدة                             | 13 نوفمبر 1945    | 14 ديسمبر 1955     |
|             | منظمة الشرطة الجنائية الدولية             | ?                 | ?                  |
|             | البنك الدولي للإنشاء والتعمير             | 14 مارس 1946      | 6 سبتمبر 1961      |
|             | الاتحاد البريدي العالمي                   | ?                 | ?                  |
|             | المركز الدولي لتسوية المنازعات الاستشارية | 8 مايو 1996       | 6 فبراير 1969      |
|             | وكالة ضمان الاستثمار متعدد الأطراف        | 21 فبراير 1997    | 9 فبراير 1994      |
|             | يونسكو                                    | 10 يناير 1950     | 1 مايو 1953        |
|             | الفريق المعني برصد الأرض                  | ?                 | ?                  |

## وصلات خارجية
- موقع وزارة الخارجية البنمية
- موقع وزارة الخارجية النيبالية